# Bunuri mobile din domeniul artă plastică clasate în patrimoniul cultural național al României aflate în județul Hunedoara
Acestă listă conține bunurile mobile din domeniul artă plastică clasate în Patrimoniul cultural național al României aflate la momentul clasării în județul Hunedoara.

## Fond
| Foto | Informații generale                                 | Detalii tehnice | Descriere | Deținător                                  | Legături |
| ---- | --------------------------------------------------- | --- | --- | ------------------------------------------ | -------- |
|      | Sfânta paraschiva Autor: Stan Zugravul din Rășinari | Datare: a doua jumatate a sec. XVIII Școală: Atelier transilvănean Dimensiuni: 54,5 x 42,5 cm Material: Tempera pe lemn | Personajul feminin este redat frontal, bust, cu mâna stângă binecuvântând. Cromatica este redusă. Veșmântul personajului prezintă un bogat decor ornamental, preluat din recuzita barocă. Pe verso este semnat și datat. | Muzeul Civilizației Dacice și Romane, Deva | Cimec    |
|      | Botezul lui Iisus                                   | Datare: Început de sec. XX Școală: Atelier românesc - Nicula Dimensiuni: 55 x 60 cm Material: tempera pe sticlă         | În scena Botezului lui Iisus, personajul este redat încadrat de doi îngeri; în partea superioară, central, apare reprezentat simbolic Sf. Duh. Ghirlande de roze încadrează scena. Cromatica este vie, specifică atelierului, predominând culoarea roșie.                                                                                                | Muzeul Civilizației Dacice și Romane, Deva | Cimec    |
|      | Portret de bărbat Autor: Kovary Endre               | Datare: 1905 Școală: Școala Românească Dimensiuni: 79,3 x 124,5 cm Material: ulei pe pânză                              | Pictorul realizează portretul lui Gheorghe Dănilă, primarul orașului Hunedoara, personajul este redat bust, semiprofil stânga. Studiul este realizat într-o manieră simplă, fiind excluse detaliile, cu excepția decorației. Paleta cromatică este redusă, realizată cu mult negru și alb. Accentul este pus pe expresivitatea trăsăturilor fizionomice. | Muzeul Civilizației Dacice și Romane, Deva | Cimec    |
|      | Aurel Vlad Autor: Maroger, Jacques                  | Datare: Început de sec. XX Școală: Școala franceză Dimensiuni: 155 x 100 cm Material: ulei pe pânză                     | Portret compozițional în care autorul redă o personalitate marcantă a județului Hunedoara (Orăștie): avocatul Aurel Vlad. Portretul este realizat în mărime naturală, din semiprofil, accentul se pune pe trăsăturile fizionomice. Cromatica este sobră, în tonalități de griuri reci.                                                                   | Muzeul Civilizației Dacice și Romane, Deva | Cimec    |
|      | Portret de femeie                                   | Datare: sf. sec. XIX Școală: Școală românească Dimensiuni: 55 x 45 cm Material: ulei pe pânză                           | Într-un medalion de formă ovală este redat un portret de tânără, semiprofil, bust, în veșminte specifice perioadei. Autorul a pus accent pe accesoriile vestimentare. Cromatica este estompată, predominând tonuri calde de culoare. | Muzeul Civilizației Dacice și Romane, Deva | Cimec    |
|      | Portret de femeie Autor: Kovary Endre               | Datare: sf. sec. XIX - 1890 Școală: Atelier românesc Dimensiuni: 45 x 33 cm Material: ulei pe pânză                     | Portret de femeie în vârstă, redată semiprofil, bust, în veșminte specifice perioadei. Personajul feminin este redat în medalion oval, într-o cromatică estompată, accentele fiind puse pe trasăturile fizionomice și pe accesoriile vestimentare. | Muzeul Civilizației Dacice și Romane, Deva | Cimec    |
|      | Portret de bărbat Autor: Melka, Venceslav           | Datare: sf. sec. XIX Școală: Școală boemiană Dimensiuni: 143 x 93 cm Material: ulei pe pânză                            | Pictorul îl redă pe comitele de Hunedoara, Barcsay Kalman, în mărime naturală, semiprofil 3/4. Este redată cu multă expresivitate personalitatea celui portretizat, prezentând cu acuaratețe trăsăturile fizionomice și vestimentația de gală. O atenție deosebită o acordă accesoriilor vestimentare, tratate cu multă minuțiozitate.                   | Muzeul Civilizației Dacice și Romane, Deva | Cimec    |
|      | Maica Domnului Îndurerată                           | Datare: Început de sec. XX Școală: Atelier românesc - Laz Dimensiuni: 40 x 51cm Material: tempera pe sticlă             | Maica Domnului este redată bust, într-o poziție ce sugerează suferința sufletească. Alături de personajul feminin este redată, în partea stângă, scena miniatură a Răstignirii. Cromatica este redusă și înnobilată de folosirea foiței de aur la detalii.                                                                                               | Muzeul Civilizației Dacice și Romane, Deva | Cimec    |
|      | Maica Domnului Îndurerată                           | Datare: început sec. XX Școală: Atelier românesc - Nicula Dimensiuni: 45,5 x 56,5 cm Material: tempera pe sticlă        | Maica Domnului este redată bust, într-o poziție ce sugerează suferința sufletească. În partea dreaptă este redată miniatural scena Răstignirii, în fundal este redată o ghirlandă de flori, supradimensionată. Cromatica este redusă, specifică centrului de la Nicula.                                                                                  | Muzeul Civilizației Dacice și Romane, Deva | Cimec    |
|      | Înălțarea                                           | Datare: Început de sec. XX Școală: Atelier românesc - Nicula Dimensiuni: 48,5 x 59 cm Material: temperta pe sticlă      | Central este reprezentat Iisus binecuvântând. Personajul este redat înălțându-se pe un șir de nori; în partea inferioară este prezentat un grup de personaje, sfinți apostoli. Fundalul este completat de ghirlande de roze. Cromatica este vie, specifică centrului Nicula.                                                                             | Muzeul Civilizației Dacice și Romane, Deva | Cimec    |
|      | Iancu de Hunedoara Autor: Pataky László             | Datare: 1896 Școală: Atelier maghiar Dimensiuni: 249 x 280 cm Material: suport textil, ulei pe pânză groasă             | Compoziție monumentală tratând o scenă istorică ce reprezintă pe Ioan de Hunedoara în fruntea armatei sale. În plan secundar se profilează Castelul Corvinilor. Semnătură de autor: PATAKY L. și datare: 1896. | Muzeul Civilizației Dacice și Romane, Deva | Cimec    |